# تعرنات (ثمود)
'

تعديل مصدري - تعديل

تعرنات هي إحدى قرى عزلة ثمود بمديرية ثمود التابعة لمحافظة حضرموت، بلغ تعداد سكانها 169 نسمة حسب تعداد اليمن لعام 2004.